# (73513) 2003 BK10
(73513) 2003 BK10 – planetoida z pasa głównego asteroid okrążająca Słońce w ciągu 3,43 lat w średniej odległości 2,27 j.a. Odkryta 26 stycznia 2003 roku.